# Portia (Arkansas)
Pour les articles homonymes, voir Portia (homonymie).
Portia est une ville située dans le comté de Lawrence, dans l’État de l’Arkansas, aux États-Unis. Sa population s’élevait à 437 habitants lors du recensement de 2010.

## Démographie
| 1890 | 1900 | 1910 | 1920 | 1930 | 1940 | 1950 | 1960 |
| ---- | ---- | ---- | ---- | ---- | ---- | ---- | ---- |
| 571  | 400  | 367  | 519  | 416  | 393  | 349  | 333  |

| 1970 | 1980 | 1990 | 2000 | 2010 | - | - | - |
| ---- | ---- | ---- | ---- | ---- | - | - | - |
| 381  | 480  | 521  | 483  | 437  | - | - | - |

## Source
- (en) Cet article est partiellement ou en totalité issu de l’article de Wikipédia en anglais intitulé « Portia, Arkansas » (voir la liste des auteurs).